# ميشطة
الميشطة (الاسم العلمي: Anogeissus) هي جنس نباتي يتبع الفصيلة القمبريطية من رتبة الآسيات